# Hasangaya (Tartar)
Hasangaya est un village de la région de Tərtər en Azerbaïdjan.

## Économie
La principale occupation de la population du village de Hasangaya est l'élevage et l'agriculture.